# Joan Haanappel
Joan Haanappel (* 13. November 1940 in Den Haag, Niederlande; † 23. Februar 2024 in Löwen, Belgien) war eine niederländische Eiskunstläuferin, die im Einzellauf startete.
Die niederländische Meisterin von 1955 bis 1958 gewann bei den Europameisterschaften 1958 in Bratislava mit Bronze die erste Eiskunstlaufmedaille für die Niederlande. Bei den Europameisterschaften 1959 in Davos und 1960 in Garmisch-Partenkirchen wiederholte sie den Gewinn der Bronzemedaille. Beide Male lag sie dabei hinter ihrer etwas jüngeren Landsfrau Sjoukje Dijkstra.
Im Zeitraum von 1955 bis 1960 nahm sie an Weltmeisterschaften teil. Ihr bestes Ergebnis war der fünfte Platz 1960 in Vancouver. Haanappel bestritt zwei Olympische Spiele. 1956 in Cortina d’Ampezzo belegte sie den 13. Platz und 1960 in Squaw Valley wurde sie Fünfte.
Nach dem Ende ihrer Amateurkarriere wechselte Haanappel zu den Profis und lief bei der Wiener Eisrevue sowie bei Holiday on Ice mit. Seit 1975 arbeitete sie als Fernsehkommentatorin. Von 1980 bis 1981 moderierte sie zusammen mit Sissy de Mas sechsmal Das aktuelle Sportstudio.

## Ergebnisse

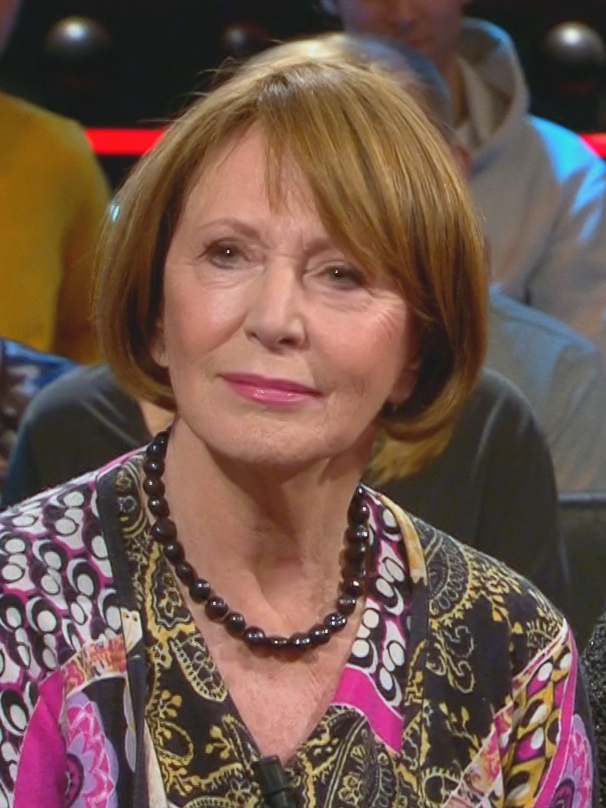
Joan Haanappel (2018)

| Wettbewerb/Jahr                 | 1951 | 1952 | 1953 | 1954 | 1955 | 1956 | 1957 | 1958 | 1959 | 1960 |
| ------------------------------- | ---- | ---- | ---- | ---- | ---- | ---- | ---- | ---- | ---- | ---- |
| Olympische Winterspiele         |      |      |      |      |      | 13.  |      |      |      | 5.   |
| Weltmeisterschaften             |      |      |      |      | 15.  | 11.  | 13.  | 8.   | Z    | 5.   |
| Europameisterschaften           |      |      | 14.  | 18.  |      | 8.   |      | 3.   | 3.   | 3.   |
| Niederländische Meisterschaften | 3.   |      | 3.   | 2.   | 1.   | 1.   | 1.   | 1.   | 2.   | 2.   |